# Samuel Butler (évêque)
Pour les articles homonymes, voir Samuel Butler et Butler.
Samuel Butler (1774-1839) est un homme d'Église et érudit britannique. Il est évêque de Lichfield de 1836 à sa mort.

## Biographie
Bibliophile, il réunit une importante bibliothèque, dont un nombre important d'ouvrages précieux ont ultérieurement été acquis par la Bodleian Library d'Oxford.
Par ailleurs, Samuel Butler est féru de géographie, ancienne et moderne, et publia par exemple un [An] Atlas of ancient geography en 22 planches, réédité en 1841 par Lea & Blanchard, Philadelphie (Pennsylvanie).
Samuel Butler est le grand-père d'un autre Samuel Butler (1835-1902), qu'il eut à peine le temps de connaître, et qui devient écrivain : on lui doit notamment Erewhon, ou De l'autre côté des montagnes (1872), roman satirique, mais aussi une biographie « contextualisée » de son grand-père, publiée en 1896 : The Life and letters of Dr. Samuel Butler, headmaster of Shrewsbury school 1798-1836... in so far as they illustrate the scholastic, religious and social life of England, 1790-1840, by his grandson Samuel Butler.